# GWR Clase 6000
El Great Western Railway (GWR) desarrolló la Clase 6000 o Clase King, una serie de locomotoras de vapor del tipo 4-6-0 diseñada para remolcar trenes expresos introducida en 1927. Eran las locomotoras más grandes construidas por el GWR, si se exceptúa The Great Bear del tipo 4-6-2 Pacific. Las máquinas de esta clase recibieron nombres de reyes del Reino Unido y de Inglaterra, comenzando con el entonces monarca reinante, Jorge V y retrocediendo en la lista de los reyes a lo largo de la historia del Reino Unido y, antes de la Unión, de Inglaterra. Remolcaron los principales expresos del GWR en la línea principal desde Londres hacia el oeste de Inglaterra, y en la línea de Chiltern a Birmingham y Wolverhampton, hasta 1962, cuando se retiraron del servicio.

## Antecedentes y desarrollo
En 1918, era evidente para el ingeniero mecánico jefe del GWR, George Jackson Churchward, que sus locomotoras de la Clase Star 4-6-0 pronto serían incapaces de manejar los expresos más pesados del oeste de Inglaterra sin recurrir a la doble tracción. Por lo tanto, propuso en 1919 instalar la caldera de 6 pies (1,83 m) de diámetro utilizada en la Clase 4700 2-8-0 dispuesta sobre un bastidor 4-6-0, para crear una locomotora expresa más potente, pero las restricciones de peso en la línea principal del GWR se lo impidieron. Por lo tanto, el problema se dejó para que lo resolviera en el futuro su sucesor, Charles Collett.
Al asumir el cargo en 1922, Collett comenzó a desarrollar la Clase Castle, más potente que la Clase Star desarrollada por Churchward. Sin embargo, el diseño se limitó a una carga máxima por eje de 19,5 toneladas largas (19 812,9 kg), debido a las restricciones de carga máxima por eje existentes en muchos puentes de la red. Por lo tanto, la nueva clase no podría remolcar trenes expresos con más de trece coches sin recurrir a la doble tracción. Después de su introducción en 1923, la Clase Castle se convirtió en la serie de máquinas para trenes expresos más potentes del país en términos de esfuerzo tractor, pero este título honorífico se perdió ante las locomotoras de la Clase Lord Nelson del Ferrocarril del Sur en 1926.
El Gerente General del GWR, Sir Felix Pole, estaba ansioso por disponer de un nuevo diseño que permitiera una vez más a la compañía afirmar que poseía la locomotora más potente del Reino Unido. Pole acordó permitir que Collett analizara el diseño de una nueva Clase Super Castle, con el objetivo de obtener un esfuerzo de tracción por encima de 40 000 lbf (177 928,8 N). Para 1927, se habían llevado a cabo una serie de renovaciones de puentes en las líneas principales del Great Western. Este hecho coincidió con los hallazgos ampliamente conocidos (pero aún no publicados) del Comité de Investigación de Daños en Puentes, que les dio a los ingenieros una mejor comprensión científica de las consecuencias del efecto del golpe de martillo, y permitió que los ingenieros civiles del GWR acordaran aumentar la carga máxima permitida por eje a 22,5 toneladas largas (22 861,1 kg) para la nueva Clase 'Super Castle'.

## Diseño
Aunque Collett fue nominalmente responsable del diseño de la clase, el trabajo detallado fue realizado por su diseñador en jefe Frederick Hawksworth. La mayor parte del aumento de potencia con respecto a la Clase Castle se logró inicialmente elevando la presión de la caldera a un máximo de 250 libras por pulgada cuadrada (1,72 MPa) y aumentando la carrera de los cilindros de 26 plg (660 mm) a 28 plg (711 mm). Ambos factores permitieron aumentaron el esfuerzo de tracción a alrededor de 38 165 lbf (169 766,3 N), ligeramente por debajo de la cifra requerida por Pole.
Como medio de aumentar el esfuerzo de tracción para acercarlo a las 40 000 lbf (177 928,8 N) solicitadas por Pole, se utilizaron ruedas motrices más pequeñas de 6 pies y 6 pulgadas (1,981 m) de diámetro, en comparación con las ruedas estándar de 6 pies y 8,5 pulgadas (2,045 m) empleadas en las Castle.  Además, las primeras seis locomotoras que se construyeron tenían cilindros de 16,25 pulgadas (41,3 cm) de diámetro, lo que proporcionaba 990 lbf (4403,7 N) adicionales, lo que permitió a las locomotoras de la Clase King disponer de un esfuerzo de tracción de 40 300 lbf (179,3 kN). Las ruedas más pequeñas también permitieron utilizar una caldera más ancha dentro del gálibo de carga.
La experiencia operativa posterior demostró que la holgura respecto al gálibo de los cilindros exteriores era problemática, lo que resultó en su reemplazo en la primera revisión importante de cada locomotora, circunstancia que se tradujo en una reducción del esfuerzo de tracción de 39 700 lbf (176,6 kN).
La nueva caldera, 16 pies 0 pulgadas (4,88 m) más larga que la GWR 'Standard No.12' se usó solo en esta clase. Tenía un diámetro máximo de 6 pies 0 pulgadas (1,829 m) que se estrechaba hasta 5 pies 6+1/4 de pulgada (1,683 m). Contaba con 171 tubos de fuego de 2+1/4 de pulgada (57 mm) de diámetro y 16 tubos de humos de 5+1/8 de pulgada (130 mm). El área de la cámara de combustión era de 194 pies cuadrados (18,0 m²), con un área de tubos de 2008 pies cuadrados (186,5 m²). Tal como se construyeron, tenían un sobrecalentador de 96 tubos de 1 pulgada (25 mm) de diámetro.
Para acomodar cilindros internos más grandes, se adoptó el distintivo diseño del bogie delantero, con rodamientos exteriores en la rueda delantera y rodamientos interiores en la rueda trasera.

## Producción
Se encargaron en 1927 veinte locomotoras a los Talleres de Swindon del GWR (Lote 243). La primera locomotora No. 6000 King George V apareció en junio de 1927. Le siguieron otras cinco (6001-6005) un mes después. Las catorce máquinas restantes (6006-6019) aparecieron a intervalos casi semanales entre febrero y julio de 1928. Un segundo lote de diez locomotoras (6020-6029 Lote 267) se recibió entre mayo y agosto de 1930.
La locomotora No. 6007 "King William III" se retiró después de un accidente cerca de Shrivenham, sucedido el 15 de enero de 1936, siendo dada de baja el 5 de marzo de 1936. Se construyó una locomotora de reemplazo (Lote 309) que pudo haber incorporado algunas partes de la locomotora dañada. Se le dio el mismo número y nombre, siendo agregada al inventario el 24 de marzo de 1936.

## Nombres de las locomotoras
Originalmente, se pretendía que la clase llevara el nombre de catedrales notables, pero después de recibirse una invitación para presentar una locomotora del GWR en las celebraciones del centenario del Ferrocarril de Baltimore y Ohio (B&O), el GWR decidió dar más notoriedad a las locomotoras de la clase asignándolas nombres de reyes británicos.
Tras la muerte del rey Jorge V en 1936, la locomotora No. 6029 King Stephen pasó a llamarse King Edward VIII en honor a su sucesor; y tras la abdicación de este último en el mismo año, la locomotora No. 6028 King Henry II pasó a llamarse King George VI en honor al nuevo rey.

## Características operativas
La clase demostró ser exitosa y capaz de hacer frente a los trenes expresos más pesados a una mayor velocidad que las máquinas de la Clase Castle. Sin embargo, debido a su tamaño y peso, la Clase King estaba restringida a las líneas principales Londres-Taunton-Plymouth (a través de Bristol y Westbury) y Londres-Birmingham-Wolverhampton (a través de Bicester). Por lo tanto, la clase se utilizó en los expresos del GWR de mayor prestigio, como el Cornish Riviera Limited, hasta el final de los servicios expresos de transporte de vapor regulares en la Región Oeste de British Railways, aunque necesitaron emplear la doble tracción en los servicios más pesados en las duras rampas del Sur de Devon existentes entre Newton Abbot y Plymouth. No pudieron prestar servicio hacia Cornualles, debido a la restrictiva limitación de carga por eje del puente Royal Albert, por lo que cuando remolcaban el Cornish Riviera Limited, tenían que sustituirse por una locomotora Castle o Hall en Devonport.

## La locomotora King George V en los Estados Unidos
Después de seis meses de operación, la locomotora No. 6000 fue enviada a América del Norte en agosto de 1927 para unirse a las celebraciones del Centenario del Ferrocarril de Baltimore y Ohio, donde su elegante apariencia y buen desempeño impresionaron a todos los que pudieron verla. La King George V fue presentada con una campana de bronce y unos medallones situados junto a la cabina para conmemorar la ocasión.
La aplicación de lubricación con aceite presurizado demostró sus ventajas sobre las locomotoras americanas lubricadas en gran parte con grasa, e incluso esta solución se incorporó en un diseño posterior para el B&O en 1928.

## Otros desarrollos
La locomotora No. 6014 se simplificó parcialmente en marzo de 1935 con una puerta de caja de humo hemisférica, estribos continuos, placa de identificación recta y un frente de cabina inclinado hacia atrás. Sin embargo, pronto se retiraron estos elementos, con la excepción del diseño de la cabina.
La clase demostró ser capaz y fiable cuando se usaba el carbón de Gales del Sur de alto poder calorífico, en el que GWR siempre había confiado para obtener un buen rendimiento de sus locomotoras. Sin embargo, durante los intercambios de locomotoras de 1948, la locomotora King Henry VI mostró un rendimiento decepcionante con el carbón de Yorkshire, a pesar de demostrar la seguridad única del tipo 4-6-0 al salir de Kings Cross, donde las máquinas Pacific podían resbalar de manera alarmante.
Como se construyó originalmente, la clase tenía un sobrecalentador Swindon con un área de 313 pies cuadrados (29,1 m²). Sin embargo, en 1947 se llevaron a cabo experimentos con un sobrecalentador de alto grado de cuatro filas en la máquina No. 6022 King Edward III. Como resultado, los sobrecalentadores de cuatro filas se instalaron en toda la clase, y también se realizaron otras modificaciones de diseño, utilizando la máquina No. 6001 King Edward VII como banco de pruebas. Desde septiembre de 1955, se instalaron chimeneas dobles, inicialmente en la máquina No. 6015 King Richard III. Después de las pruebas exitosas, toda la clase se modificó posteriormente y, como resultado, sus últimos años ya con British Railways vieron lo mejor de su desempeño, particularmente en las empinadas rampas del Sur de Devon (en Dainton, Rattery y Hemerdon).

## Accidentes e incidentes
- El 10 de agosto de 1927, el bogie delantero de la entonces nueva máquina No. 6003 King George IV, descarriló a gran velocidad cuando se estaba acercando a Midgham. Esto llevó a mejorar la disposición de la suspensión del inusual bogie.[11]

La Clase King se vio involucrada en dos accidentes graves:
- El 15 de enero de 1936, un tren de mercancías se dividió en Shrivenham, Berkshire. Debido a errores cometidos por el supervisor del tren de mercancías y de un señalero, un tren expreso de pasajeros remolcado por la locomotora No. 6007 King William III chocó contra los seis vagones que se habían quedado atrás y descarrilaron. Dos personas murieron.[12] En consecuencia, la locomotora fue dada de baja y sustituida por otra con el mismo nombre y número.[13]
- El 4 de noviembre de 1940, un tren expreso de pasajeros remolcado por la locomotora No. 6028 King George VI descarriló en Norton Fitzwarren, Somerset debido a que el maquinista malinterpretó las señales. Veintisiete personas murieron y 57 resultaron gravemente heridas.[14]

## Lista de locomotoras de la Clase King
Se construyeron 31 locomotoras de la Clase King en Swindon, aunque solo 30 estuvieron en servicio simultáneamente:
| N.º  | Nombre           | Fecha construcción | Fecha chimenea doble | Fecha desguace     | Primera cochera              | Última cochera               |
| ---- | ---------------- | --- | -------------------- | ------------------ | ---------------------------- | ---------------------------- |
| 6000 | King George V    | junio de 1927 | diciembre de 1956    | diciembre de 1962  | Old Oak Common               | Old Oak Common               |
| 6000 | King George V    | Tratamiento de agua instalado en 1954. Al darse de baja había recorrido 1 910 424 millas (3 074 521,8 km). Restaurada por el Centro del Ferrocarril de Bulmer, en Hereford. Preservada en el Museo Nacional del Ferrocarril de York. Actualmente en el Museo del Ferrocarril de Vapor de Swindon. |                      |                    |                              |                              |
| 6001 | King Edward VII  | julio de 1927 | febrero de 1956      | septiembre de 1962 | Old Oak Common               | Wolverhampton, Stafford Road |
| 6001 | King Edward VII  | Desguazada en Cox & Danks, Oldbury |                      |                    |                              |                              |
| 6002 | King William IV  | julio de 1927 | marzo de 1956        | septiembre de 1962 | Plymouth Laira               | Wolverhampton, Stafford Road |
| 6002 | King William IV  | Tratamiento de agua instalado en 1954. Desguazada en Cox & Danks, Oldbury. |                      |                    |                              |                              |
| 6003 | King George IV   | julio de 1927 | julio de 1958        | junio de 1962      | Old Oak Common               | Cardiff Canton               |
| 6003 | King George IV   | Involucrada en un incidente en Midgham en agosto de 1927 cuando se produjo el descarrilamiento del bogie delantero, lo que propició el rediseño de este elemento, que se incorporó a toda la clase King. Desguazada por los talleres de Swindon. |                      |                    |                              |                              |
| 6004 | King George III  | julio de 1927 | julio de 1958        | junio de 1962      | Plymouth Laira               | Old Oak Common               |
| 6004 | King George III  | Desguazada en los Talleres de Swindon. |                      |                    |                              |                              |
| 6005 | King George II   | julio de 1927 | julio de 1956        | noviembre de 1962  | Old Oak Common               | Old Oak Common               |
| 6005 | King George II   | Tratamiento de agua instalado en 1954. Desguazada en Cashmore, Great Bridge. |                      |                    |                              |                              |
| 6006 | King George I    | febrero de 1928 | junio de 1956        | febrero de 1962    | Plymouth Laira               | Wolverhampton, Stafford Road |
| 6006 | King George I    | Tratamiento de agua instalado en 1954. Desguazada en los Talleres de Swindon. |                      |                    |                              |                              |
| 6007 | King William III | marzo de 1928 | -                    | marzo de 1936      | Old Oak Common               | Old Oak Common               |
| 6007 | King William III | Severamente dañada en la colisión de Shrivenham el 15 de enero de 1936, se dio de baja el 5 de marzo de 1936. |                      |                    |                              |                              |
| 6007 | King William III | marzo de 1936 | septiembre de 1956   | septiembre de 1962 | Old Oak Common               | Wolverhampton, Stafford Road |
| 6007 | King William III | Locomotora de reemplazo construida usando algunas partes de la máquina original. Tratamiento de agua instalado en 1954. Desguazada en Cox & Danks, Oldbury. |                      |                    |                              |                              |
| 6008 | King James II    | marzo de 1928 | diciembre de 1958    | junio de 1962      | Plymouth Laira               | Wolverhampton, Stafford Road |
| 6008 | King James II    | Tratamiento de agua instalado en 1954. Desguazada en los Talleres de Swindon. |                      |                    |                              |                              |
| 6009 | King Charles II  | marzo de 1928 | mayo de 1956         | septiembre de 1962 | Old Oak Common               | Old Oak Common               |
| 6009 | King Charles II  | Tratamiento de agua instalado en 1954. Desguazada en Cashmore, Newport. |                      |                    |                              |                              |
| 6010 | King Charles I   | abril de 1928 | marzo de 1956        | junio de 1962      | Plymouth Laira               | Cardiff Canton               |
| 6010 | King Charles I   | Desguazada en los Talleres de Swindon. |                      |                    |                              |                              |
| 6011 | King James I     | abril de 1928 | marzo de 1956        | diciembre de 1962  | Old Oak Common               | Old Oak Common               |
| 6011 | King James I     | Tratamiento de agua instalado en 1954. Al retirarse contaba con 1 718 295 millas (2 765 320,9 km) recorridas. Desguazada en los Talleres de Swindon. |                      |                    |                              |                              |
| 6012 | King Edward VI   | abril de 1928 | febrero de 1958      | septiembre de 1962 | Newton Abbot                 | Wolverhampton, Stafford Road |
| 6012 | King Edward VI   | Tratamiento de agua instalado en 1954. Desguazada en Cox & Danks, Oldbury |                      |                    |                              |                              |
| 6013 | King Henry VIII  | mayo de 1928 | junio de 1956        | junio de 1962      | Old Oak Common               | Wolverhampton, Stafford Road |
| 6013 | King Henry VIII  | Tratamiento de agua instalado en 1954. Desguazada en los Talleres de Swindon |                      |                    |                              |                              |
| 6014 | King Henry VII   | mayo de 1928 | septiembre de 1957   | septiembre de 1962 | Newton Abbot                 | Wolverhampton, Stafford Road |
| 6014 | King Henry VII   | Equipada con un carenado aerodinámico desde marzo de 1935, que sería retirado en enero de 1943, excepto la cabina en forma de 'v'. Tratamiento de agua instalado en 1954. Al darse de baja contaba con 1 830 386 millas (2 945 713,4 km). Desguazada en Cox & Danks, Oldbury |                      |                    |                              |                              |
| 6015 | King Richard III | junio de 1928 | septiembre de 1955   | septiembre de 1962 | Old Oak Common               | Wolverhampton, Stafford Road |
| 6015 | King Richard III | Tratamiento de agua instalado en 1954. Desguazada en Cox & Danks, Oldbury. |                      |                    |                              |                              |
| 6016 | King Edward V    | junio de 1928 | enero de 1958        | septiembre de 1962 | Plymouth Laira               | Wolverhampton, Stafford Road |
| 6016 | King Edward V    | Tratamiento de agua instalado en 1954. Desguazada en Cox & Danks, Oldbury |                      |                    |                              |                              |
| 6017 | King Edward IV   | junio de 1928 | diciembre de 1955    | julio de 1962      | Old Oak Common               | Wolverhampton, Stafford Road |
| 6017 | King Edward IV   | Tratamiento de agua instalado en 1954. Desguazada en Cox & Danks, Oldbury |                      |                    |                              |                              |
| 6018 | King Henry VI    | junio de 1928 | marzo de 1958        | diciembre de 1962  | Plymouth Laira               | Cardiff Canton               |
| 6018 | King Henry VI    | Reconstruida para realizar el último viaje de las King en la época de British Rail desde Birmingham a través de Southall a Swindon. Desguazada en los Talleres de Swindon después de que fracasaran los intentos de conservación. |                      |                    |                              |                              |
| 6019 | King Henry V     | julio de 1928 | abril de 1957        | septiembre de 1962 | Wolverhampton, Stafford Road | Wolverhampton, Stafford Road |
| 6019 | King Henry V     | Desguazada en Cashmore, Newport. |                      |                    |                              |                              |
| 6020 | King Henry IV    | mayo de 1930 | febrero de 1956      | julio de 1962      | Plymouth Laira               | Wolverhampton, Stafford Road |
| 6020 | King Henry IV    | Tratamiento de agua instalado en 1954. Desguazada en Cox & Danks, Oldbury. |                      |                    |                              |                              |
| 6021 | King Richard II  | junio de 1930 | marzo de 1957        | septiembre de 1962 | Old Oak Common               | Old Oak Common               |
| 6021 | King Richard II  | Desguazada en Cashmore, Newport. |                      |                    |                              |                              |
| 6022 | King Edward III  | junio de 1930 | mayo de 1956         | septiembre de 1962 | Plymouth Laira               | Wolverhampton, Stafford Road |
| 6022 | King Edward III  | Tratamiento de agua instalado en 1954. Desguazada en Cox & Danks, Oldbury. |                      |                    |                              |                              |
| 6023 | King Edward II   | junio de 1930 | junio de 1957        | junio de 1962      | Newton Abbot                 | Old Oak Common               |
| 6023 | King Edward II   | Adquirida por Woodham Brothers Scrapyard, isla Barry (Sur de Gales) en diciembre de 1962. Un par de ruedas motrices cortadas deliberadamente para permitir maniobras dentro del depósito de chatarra. Vendida al Brunel Trust de la Estación de Temple Meads de Bristol, se convirtió en la locomotora número 159 en salir de Barry en diciembre de 1984. Después de un período de conservación prolongado (con nuevas ruedas motrices fundidas; la única locomotora de vapor conservada que recibió tal tratamiento), la locomotora fue restaurada y entró en circulación con una ceremonia oficial de lanzamiento en Didcot el 2 de abril de 2011. |                      |                    |                              |                              |
| 6024 | King Edward I    | junio de 1930 | marzo de 1957        | junio de 1962      | Plymouth Laira               | Cardiff Canton               |
| 6024 | King Edward I    | Adquirida por Woodham Brothers Scrapyard de la isla Barry en diciembre de 1962. Vendida a Quainton Road y dejada como la salida número 36 de Barry en marzo de 1973. Actualmente propiedad del Royal Scot Locomotive and General Trust, en revisión en el Ferrocarril del Oeste de Somerset. |                      |                    |                              |                              |
| 6025 | King Henry III   | julio de 1930 | marzo de 1957        | diciembre de 1962  | Old Oak Common               | Old Oak Common               |
| 6025 | King Henry III   | Desguazada en los Talleres de Swindon. |                      |                    |                              |                              |
| 6026 | King Jonh        | julio de 1930 | marzo de 1958        | septiembre de 1962 | Old Oak Common               | Old Oak Common               |
| 6026 | King Jonh        | Desguazada en los Talleres de Swindon. |                      |                    |                              |                              |
| 6027 | King Richard I   | julio de 1930 | agosto de 1956       | septiembre de 1962 | Old Oak Common               | Wolverhampton, Stafford Road |
| 6027 | King Richard I   | Desguazada en Cox & Danks, Oldbury. |                      |                    |                              |                              |
| 6028 | King Edward VI   | julio de 1930 | enero de 1957        | noviembre de 1962  | Old Oak Common               | Cardiff Canton               |
| 6028 | King Edward VI   | Originalmente denominada King Henry II, se rebautizó en enero de 1937. Al retirarse contaba con 1 663 271 millas (2 676 768,6 km) recorridos. Desguazada en Bird's, Newport. Involucrada en el accidente ferroviario de Norton Fitzwarren (1940), quedó severamente dañada, aunque sería reparada. |                      |                    |                              |                              |
| 6029 | King Edward VIII | agosto de 1930 | diciembre de 1957    | julio de 1962      | Old Oak Common               | Old Oak Common               |
| 6029 | King Edward VIII | Originalmente llamada King Stephen, rebautizada en mayo de 1936. Desguazada en Cashmore, Newport. |                      |                    |                              |                              |

## Preservación
Como resultado de su anterior sistema de vía de gran ancho (de 7 pies 1/4 plg (2140 mm)), el GWR tenía el gálibo ferroviario más grande de todos los ferrocarriles previos a la nacionalización en el Reino Unido. Para permitir la máxima generación de potencia y el incremento de velocidad resultante, el GWR diseñó la Clase King de acuerdo con su gálibo máximo de carga de las líneas principales, específicamente con una altura máxima permitida de 13 pies 5 pulgadas (4,1 m). En consecuencia, esta circunstancia restringió las líneas en las que podían operar, tanto cuando eran la propiedad del GWR como cuando pasaron a depender de British Railways.
La locomotora No. 6018 King Henry VI fue objeto de tentativa de preservación por parte de Sir Billy Butlin, pero los planes nunca llegaron a buen término y la locomotora sería desguazada. El famoso actor de cine Kenneth More expresó su deseo de salvar la locomotora, pero la propuesta nunca llegó a concretarse.
Los desarrollos en el ferrocarril de alta velocidad a partir de la década de 1970 significaron el aumento de los espesores de balasto, lo que se ha traducido en una disminución de la altura del gálibo de carga en la red ferroviaria del Reino Unido potencialmente utilizable por las locomotoras de vapor restauradas. Esta situación ha comenzado a revertirse con la introducción del gálibo de carga paneuropeo estándar en algunas líneas principales, principalmente con origen en los puertos. El resultado actual de estos cambios de ingeniería civil es que una locomotora King de altura original no pasaría por varios puntos del moderno sistema de Network Rail, diseñado para una altura de gálibo de carga de 13 pies 1 pulgada (4 m).
Las tres locomotoras de la Clase King preservadas han estado en condiciones de operar en la red general, pero solo la máquina 6000 King George V y la 6024 King Edward I han operado en alguna línea principal.
Frente a la opción de no operar sus locomotoras en la línea principal o modificarlas para permitirles pasar dentro del actual gálibo de carga restringido del Reino Unido, las sociedades privadas optan por reducir la altura de sus locomotoras en 4 pulgadas (10 cm), para lo que deben reducir la altura de la cabina y de la chimenea modificando algunos de los conductos superiores. El Museo Nacional del Ferrocarril, propietario de la locomotora 6000 King George V, decidió mantenerla en su estado original.
| Número | Imagen | Nombre         | Propietario                             | Localización                            | Estado |
| ------ | ------ | -------------- | --------------------------------------- | --------------------------------------- | --- |
| 6000   |        | King George V  | Museo Nacional del Ferrocarril de York  | STEAM - Museo del Great Western Railway | Exposición estática |
| 6023   |        | King Edward II | Centro del Ferrocarril de Didcot        | Centro del Ferrocarril de Didcot        | En espera de revisión. Autorización de la caldera caducada: 2020                                                                                                   |
| 6024   |        | King Edward I  | Royal Scot Locomotive and General Trust | Ferrocarril del Oeste de Somerset       | Reacondicionamiento en curso en el Ferrocarril del Oeste de Somerset, para poder circular por las líneas principales. La autorización de la caldera vence en 2029. |

## Heráldica
El Concejo de la ciudad de Swindon encargó un nuevo escudo de armas cuando se convirtió en una autoridad unitaria en 1997. El escudo de armas incluye una imagen de la locomotora No. 6000 "King George V" en el escudo, reconociendo la importancia de los Talleres de Swindon en el desarrollo de la localidad. El escudo de armas del antiguo distrito de Swindon (1900-74) incluía una imagen de la GWR Clase 3031 No. 3029 White Horse.